# Per Gustaf Lagerstråle
Per Gustaf Lagerstråle, född 22 januari 1765, död 27 oktober 1840 i Karlskrona, var en svensk friherre och amiral.

## Biografi
Som elvaåring utnämndes Lagerstråle, efter genomgången kurs vid sjöartilleriet, till löjtnant vid örlogsflottan. Han deltog i expeditioner till Marocko åren 1782–1783 och 1786–1787. Under slaget vid Hogland 1788 var han kommenderad på linjeskeppet Wasa som kommenderades av överstelöjtnant Baltzar Horn. Redan i början av slaget blev Horn och sekonden, flaggkapten Fust, dödligt sårade, varvid den förre skall ha sagt till löjtnant Lagerstråle: "Du skall svara mig inför Gud, om du stryker flagg". Lagerstråle fortsatte striden och utnämndes fyra dagar därefter till kapten samt riddare av Svärdsorden. 1791 befordrades Lagerstråle till major och 1795 till överstelöjtnant och generaladjutant av flygeln. 1806 blev han ledamot i Kongl. Förvaltningen af Sjö-Ärendena och 1808 överste, varefter han 1809 utnämndes till konteramiral. 1815 förordnades Lagerstråle till varvsamiral i Karlskrona, och upphöjdes den 4 juli 1817 i friherrlig värdighet. Samma år blev han även viceamiral. 1818 förordnades han till chef för Första volontärregementet samt befälhavande amiral och överkommendant i Karlskrona, vilka ämbeten han nedlade vid den nya regleringen av flottorna 1824, när Örlogsflottan slogs ihop med Skärgårdsflottan och bildade Kungliga Flottan.

## Familj
Per Gustaf Lagerstråle var son till vicepresident Klas Wirell, adlad Lagerstråle, och hans hustru Hedvig Margareta Göransson. Han gifte sig den 28 april 1794 på Älvgärde med Beata Catharina Lovisa, född Cederström, (1771–1862). Hon var dotter till översten friherre Claes Cederström och Margareta Elisabet von Mevius. I äktenskapet föddes tio barn. Per Gustaf Lagerstråles friherrevärdighet vidarefördes av sonen Claes Lagerstråle (1795–1854) vid faderns frånfälle 1840.

### Barn med Beata Catharina Lovisa Cederström

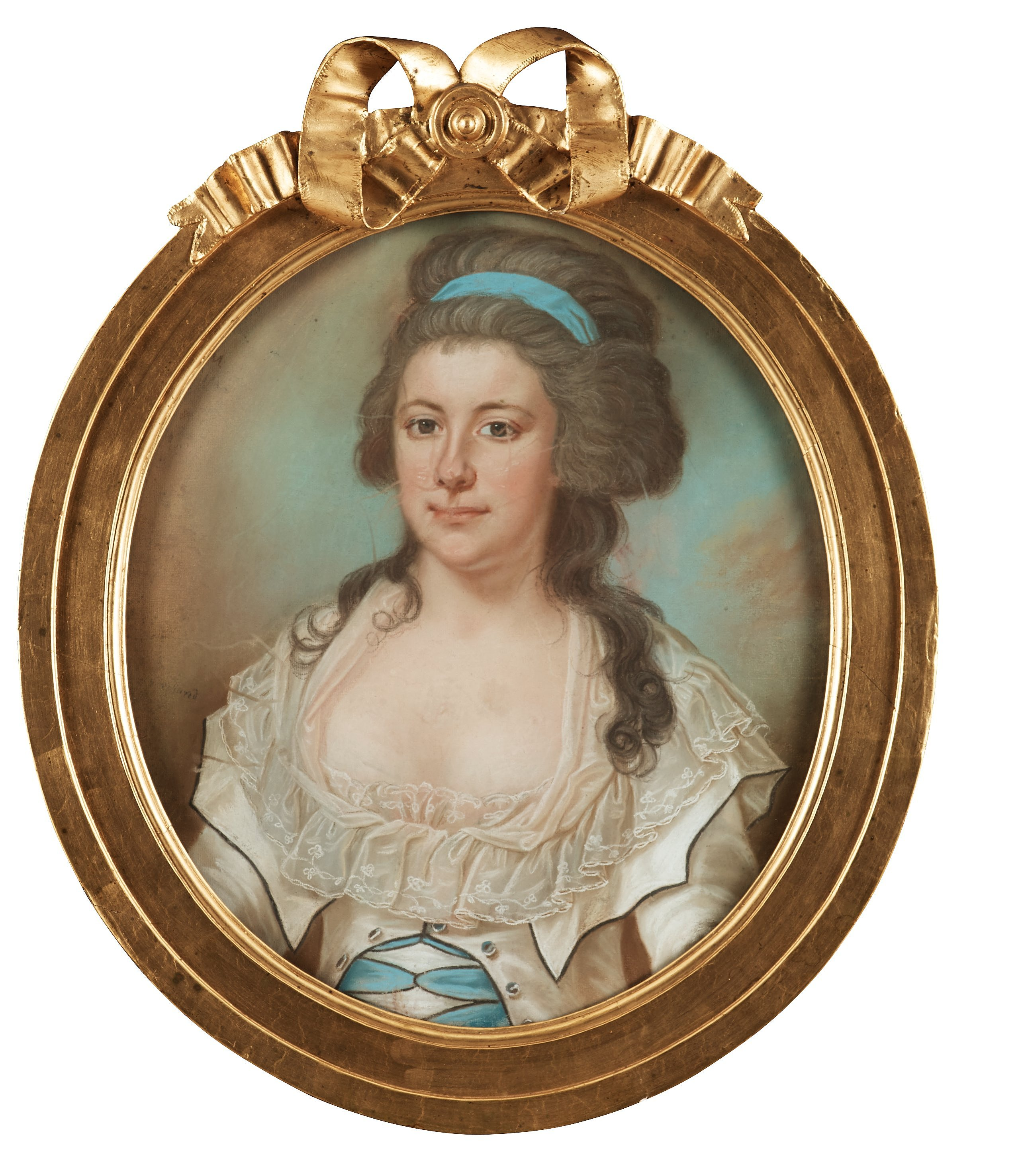
Beata Catharina Lovisa Cederström (1771–1862)

1. Claes (1795–1854), överstelöjtnant
2. Hedvig Margareta (1796–1853), gift med amiralen Salomon Mauritz von Krusenstierna
3. Henrietta Charlotta, gift med hovmarskalken Gerhard De Geer af Finspång
4. Gustaf Rudolf, ingenjör
5. Carl Fredrik (1800–1800),
6. Carolina Beata (1801–1876), gift med kammarherren Gustaf Robert von Rosen
7. Carl Erik
8. Louise
9. August (1808–1884), kommendörkapten
10. Henrik Gerhard (1814–1887)

## Utmärkelser
- Riddare av Svärdsorden, 21 juli 1788.[3]
- Kommendör av Svärdsorden, 28 januari 1815.[3]
- Kommendör med stora korset av Svärdsorden, 20 maj 1818.[3]